# Fîrûz Shâh Tughlûq
Fîrûz Shâh Tughlûq (1305-1388) est sultan de Delhi de mars 1351 à 1387. Il tente en vain d’agrandir ses États. Il reconstruit Delhi (Firuzabad) et crée la ville de Jawnpur. Il a l’appui des oulémas et des soufis, dont le rôle augmente dans le sultanat.

## Biographie
Firuz Shah est un administrateur avisé qui laisse de nombreuses constructions et réforme la justice en prônant l'abolition de la torture. Il favorise le commerce mais taxe sévèrement les non-musulmans qui doivent payer la jizya. Il rétablit le système de l’iqtâ pour les officiers civils et militaires. Le sultanat connaît la prospérité pendant la première moitié du règne. Des hôpitaux gratuits sont créés, un service aide les familles musulmanes pauvres à réunir la dot pour le mariage de leurs filles, etc. Lors d’une conquête, le sultan collecte 1 500 manuscrits sanskrits qu’il fait partiellement traduire en persan.
Le Tarikh-i-Firuz Shah est une chronique rédigée sous son règne qui atteste sa foi musulmane profonde et la persécution systématique de l'hindouisme. Il décrit par exemple, la torture d'un brahmane appelé à renier sa foi en faveur de l'islam : « La vraie foi a été indiquée au brahmane et la direction montrée. Mais il a refusé de l'accepter. Le kafir a été conduit au bûcher, le bûcher allumé en deux endroits : au niveau de sa tête et de ses pieds. Le feu a tout d'abord atteint ses pieds et il a hurlé, puis il l'a complètement enveloppé. Gloire au sultan pour son strict respect de la loi et de la rectitude. » Une autre chronique, l’Insha-i-Mahry, tenue par Amud Din Abdullah bin Mahru, rapporte que c'est un village entier, celui de Gohana dans l’Haryana, qui est anéanti pour avoir passé outre l'interdiction du shah d'ériger des temples païens : la population du village est amenée au palais, où elle est exécutée en masse.
Le pouvoir central du sultanat décline après 1370. Firuz est contraint à l'abdication par son fils Muhammad en août 1387. Ce dernier doit fuir devant une révolte servile. Tughluq Khan succède à son grand-père Firuz à sa mort en septembre 1388.
Firuz est le cousin de Mouhammed ibn Tughlûq.